# Sermon on the 'Mount
"Sermon on the 'Mount" é o primeiro episódio da 27.ª temporada da série de comédia animada americana South Park. Indo ao ar em 23 de julho de 2025, é o primeiro episódio tradicional a ser lançado em mais de dois anos, e é o 329º episódio da série no total. O episódio parodia a segunda presidência de Donald Trump, incluindo ações legais tomadas pela administração Trump, os Arquivos Epstein, e o foco da administração no Cristianismo. Os criadores Trey Parker e Matt Stone também se utilizaram do episódio para criticar a Paramount, a empresa-mãe do Comedy Central, que transmite South Park. A Paramount recentemente estabeleceu um ação judicial movido por Trump por $16 milhões.

## Enredo
Eric Cartman está com raiva porque a NPR foi cancelada por causa de seus comentários sobre assuntos "woke". South Park Elementary está passando por mudanças drásticas por causa das ações do presidente, e o diretor PC convida Jesus para uma assembleia escolar. Em resposta, os cidadãos de South Park decidem confrontar Sr. Garrison, pensando que ele ainda é presidente. No entanto, quando eles arrombam sua porta, descobrem que o Sr. Garrison há anos não está na Casa Branca. Na Casa Branca, a cabeça falante de Donald Trump é vista num corpo de um personagem de South Park (semelhante à aparência de Saddam Hussein em South Park: Maior, Mais Longo, e Sem Cortes), num treino de luta com o Primeiro Ministro Canadense por causa de tarifas, e indo pra cama com Satã. Quando estão na cama juntos, Satã questiona o envolvimento de Trump com a Lista Epstein e tira onda do tamanho do seu pênis.
Cartman começa a se sentir deprimido por que o "woke está morto", já isso não mais o permite se sentir especial por sua atitude ofensiva. Ele conta a Butters Stotch que ele vai matar Butters e a si mesmo se o woke não voltar em breve. Os cidadãos de South Park então ligam para Trump e externam suas reclamações, mas Trump responde os processando ao silêncio. Cartman depois tenta seu suicídio com Butters por meio de intoxicação por monóxido de carbono, deixando um carro ligado numa garagem com a porta fechada. Os cidadãos fazem um protesto no parque da cidade com uma nova tentativa de enfrentar Trump. Jesus chega ao protesto e silenciosamente fala a eles, entre dentes serrados, que porque Trump é presidente e tem o poder de processar seu inimigos ao silêncio, eles tem que voltar atrás ou então eles serão cancelados, assim como Stephen Colbert.
Gerald Broflovski consegue estabelecer a ação judicial com Trump, mas como parte do acordo, South Park tem que produzir mensagens em suporte ao Trump. Um anúncio ao vivo de serviço público é reproduzido com um Trump de deepfake andando no deserto antes de ficar pelado e portando um pênis comicamente pequeno. O episódio termina com Cartman e Butters sendo revelados como ainda vivos, pois estavam num veículo elétrico, que não produz emissão de carbono.

## Produção
O cocriador Trey Parker afirma que o time foi dito, pelos seus produtores, que eles tinham que borrar o pênis de Trump. Eles se negaram, e colocaram olhos nele para se tornar um "personagem", que não precisaria ser censurado. A conversa sobre isso durou quatro dias, de acordo com Parker. Durante a produção, Parker disse que ele estava preocupado de que "pessoas [não] irão gostar disso".
Em adição de ser avaliado pelas normas e práticas de departamento da Paramount, a produtora executiva de South Park, Anne Garefino, e o COO da Paramount, Keyes Hill-Edgar, pediu aos co-CEOs Chris McCarthy, George Cheeks, e Brian Robbins para avaliar o episódio, já que ele iria provavelmente chatear a administração Trump. Os co-CEOs aprovaram o episódio mas quiseram que Parker e Stone descrevessem suas avaliações para Shari Redstone; não tendo visto o episódio, ela confiou no julgamento dos co-CEOs, permitindo que o episódio fosse ao ar. David Ellison, que se tornaria o CEO da Paramount após a fusão com Skydance Media ter fechado, foi dito, antes do episódio ir ao ar, que ele iria "depreciativo" a Donald Trump.

## Lançamento
"Sermão da Montanha" foi ao ar pela primeira vez em 23 de julho de 2025, no Comedy Central. O episódio estreou menos de um dia depois de Stone e Parker terem assinado o acordo de $1.5 bilhão com a Paramount. Em uma mensagem de agradecimento ao CEO e COO da Paramount, Parker disse que eles estão "focados em construir algo especial e fazer o que precisar para trazer campeonatos para essa cidade".
Enquanto 430.000 espectadores assistiram à estreia original no Comedy Central, o episódio atingiu status número um na Paramount+ conforme rumores se espalharam sobre seu conteúdo.

## Recepção
Em seu editorial, The Guardian chamou o episódio de "grande desafio" de Trey e Matt para Trump os processar, e Rolling Stone elogiou pelo seu juvenil mas mordaz crítica ao presidente americano.

### Resposta da administração Trump
A administração Trump aumentou seus ataques contra as companhias de mídia e seus talentos que criticam o presidente. Taylor Rogers, o Secretário de Imprensa Assistente da Casa Branca, emitiu uma declaração a Rolling Stone e USA Today em resposta a "Sermão do monte":
 
"A hipocrisia da esquerda realmente não tem fim — durante anos, eles perseguiram South Park pelo que rotularam de conteúdo 'ofensivo', mas de repente estão elogiando a série. Assim como os criadores de South Park, a esquerda não tem conteúdo autêntico ou original, e é por isso que sua popularidade continua a atingir níveis recordes. Esta série não é relevante há mais de 20 anos e está por um fio, com ideias sem inspiração, numa tentativa desesperada de chamar a atenção. O presidente Trump cumpriu mais promessas em apenas seis meses do que qualquer outro presidente na história do nosso país — e nenhuma série de quarta categoria pode atrapalhar a boa fase do presidente Trump."
O dia após a exibição do episódio, o cocriador da série Trey Parker brincou que ele estava "terrivelmente arrependido" por isso no painel deles na Comic-Con de San Diego.